# Scotogramma implexa
Scotogramma implexa är en fjärilsart som beskrevs av Jacob Hübner 1827. Scotogramma implexa ingår i släktet Scotogramma och familjen nattflyn. Inga underarter finns listade.